# 리허셜이 지난 후
리허셜이 지난 후(Efter repetitionen, After The Rehearsal)는 스웨덴에서 제작된 잉그마르 베르히만 감독의 1984년 드라마 영화이다. 얼랜드 조셉슨 등이 주연으로 출연하였다.

## 출연

### 주연
- 얼랜드 조셉슨
- 잉그리드 서린

### 조연
- 레나 올린
- 베르틸 구베